# Storhamar Håndball Elite
El Storhamar Håndball Elite es un club de balonmano femenino de la ciudad noruega de Hamar. En la actualidad disputa la Liga de Noruega de balonmano femenino.

## Palmarés
- Liga Europea de la EHF femenina (1):
  - 2024
- Liga de Noruega (1):
  - 2024/25

## Plantilla 2019-20
|  | Porteras - 1 Stine Lidén - 12 Tonje Haug Lerstad - 16 Lea Løkke-Owre Extremos derechos - 6 Elise Skinnehaugen - 26 Emilie Hovden Extremos izquierdos - 3 Gabriella Juhász - 10 Kristin Venn Pivotes - 7 Ellen Marie Folkvord - 9 Anna Mortvedt - 21 Moa Fredriksson - 23 Maria Keiserås Haugen | Laterales izquierdos - 8 Anna Sofie Sandberg - 22 Betina Riegelhuth - 33 Guro Nestaker Centrales - 5 Johanna Lombardo - 11 Tonje Enkerud - 20 Mia Svele Laterales derechos - 13 Tina Engan - Maja Jakobsen |